# Etèocles

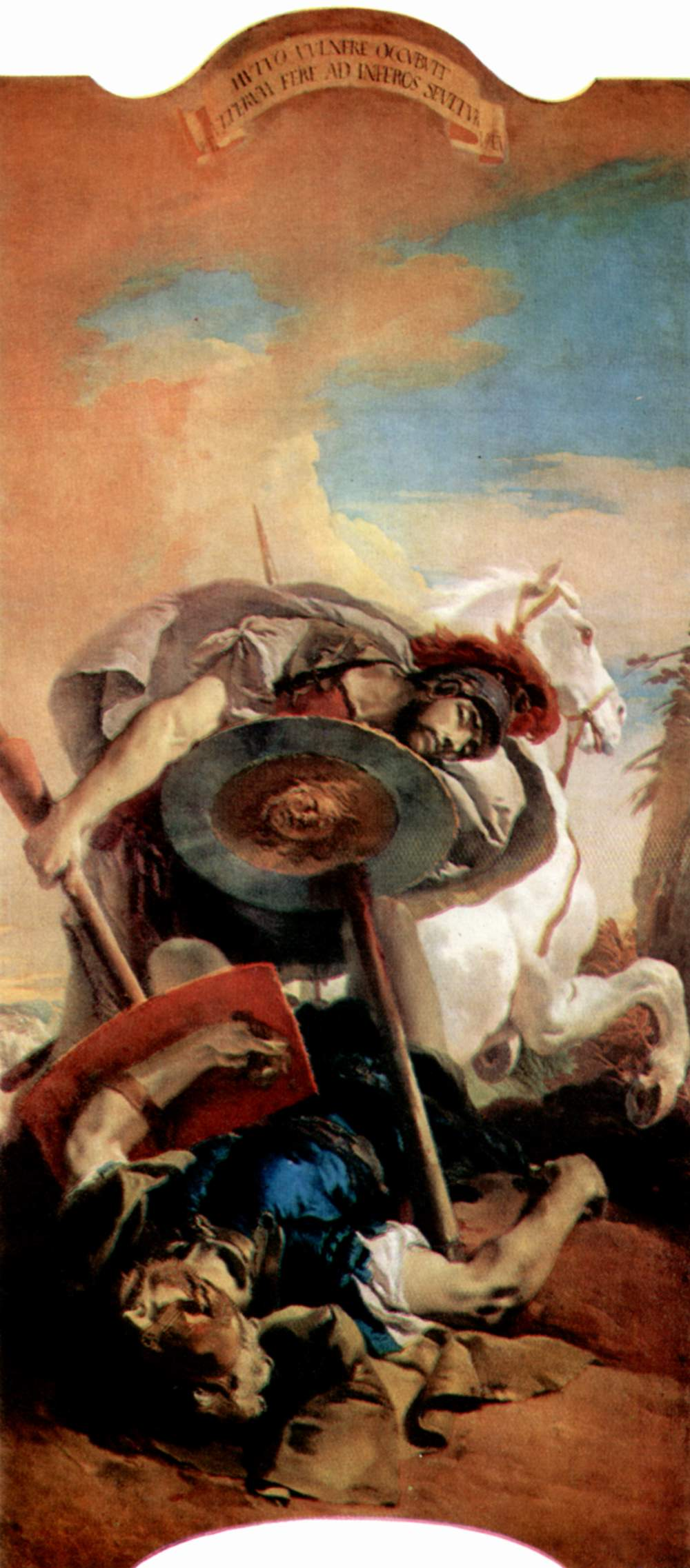
Etèocles i Polinices, de Giovanni Battista Tiepolo.

Etèocles (en grec antic Ἐτεοκλῆς) va ser un rei de Tebes, fill d'Èdip i de Iocasta, i germà de Polinices. En algunes tradicions la seva mare és Eurigania en lloc de Iocasta.
Quan es va descobrir l'incest d'Èdip, els seus dos fills el van expulsar de Tebes, però el pare els va maleir i els va dir que moririen l'un en mans de l'altre. Per a esquivar la maledicció els dos germans van decidir regnar alternativament, cadascú durant un any. Etèocles va ser el primer en regnar, i Polinices va marxar de Tebes per voluntat pròpia. Però quan al cap d'un any va tornar a reclamar el reialme, Etèocles s'hi va negar. Polinices es va refugiar a la cort d'Adrast a Argos, i amb ell va organitzar una expedició contra Tebes, la seva pròpia ciutat, l'expedició dels set cabdills. Abans d'iniciar l'assalt, Polinices envià Tideu d'ambaixador per demanar a Etèocles que respecti els pactes fets. Etèocles va insistir en la seva negativa i l'exèrcit d'Adrast es va llançar a l'atac. Els dos germans es van enfrontar en un combat cos a cos tan cruel que tots dos van morir. Després de la victòria dels tebans, Etèocles va rebre una sepultura digna i Polinices va quedar sense honors fúnebres.
A l'època de l'expedició dels epígons, regnava a Tebes un fill d'Etèocles, Laodamant.